# Bouilly Cross Roads Military Cemetery
Bouilly Cross Roads Cemetery is een Britse militaire begraafplaats met gesneuvelden uit de Eerste Wereldoorlog, gelegen in de Franse plaats Bouilly in het departement Marne. De begraafplaats werd ontworpen door Arthur Hutton en ligt 650 m ten oosten van het dorpscentrum. Ze heeft een rechthoekig grondplan met een oppervlakte van 890 m² en is omgeven door een lage natuurstenen muur. Het terrein ligt iets lager dan het straatniveau en is via enkele neergaande treden te betreden. Het Cross of Sacrifice staat op een licht verhoogd plateau tegen de westelijke muur, recht tegenover de toegang. De begraafplaats wordt onderhouden door de Commonwealth War Graves Commission.
Er worden 208 doden herdacht waarvan 110 niet meer geïdentificeerd konden worden.

## Geschiedenis
De begraafplaats werd in 1918 door de Franse strijdkrachten gestart om Britse, Franse, Italiaanse en Duitse soldaten die in de buurt waren gesneuveld, te begraven. Na de wapenstilstand werden alle niet Britse doden verwijderd en werd de begraafplaats uitgebreid met Britse gesneuvelden die nog op het slagveld in de omgeving lagen. Het merendeel van hen viel in de Tweede Slag bij de Marne (18 juli - 6 augustus, 1918). Ook uit de volgende opgeruimde begraafplaatsen werden doden overgebracht: Courtagnon Churchyard in Courtagnon, Les Venteaux Communal Cemetery in Jonchery-sur-Vesle, Mesgrigny French Military Cemetery in Mesgrigny, Nesles-la-Gilberde in Nesles-la-Gilberde, Nogent-l’Artaud Communal Cemetery in Nogent-l'Artaud, Oise-Aisne American Cemetery in Seringes-et-Nesles, St. Gilles Churchyard in St. Gilles en Trigny Churchyard in Trigny.
Vijf Britten worden herdacht met een Duhallow Block omdat zij oorspronkelijk begraven waren op het kerkhof van Chavonne maar waar hun graven niet meer teruggevonden werden.  

## Onderscheiden militairen
- Georges Humphrey Fisher, soldaat bij de Royal Welsh Fusiliers werd onderscheiden met de Distinguished Conduct Medal (DCM).
- William Milne, korporaal bij de Gordon Highlanders ontving de Military Medal (MM). John MacLeod, soldaat bij de Cameron Highlanders ontving deze onderscheiding tweemaal (MM and Bar).